# Ponikovica
Ponikovica (cyr. Пониковица) – wieś w Serbii, w okręgu zlatiborskim, w mieście Užice. W 2011 roku liczyła 320 mieszkańców.